# Wirtschaftskommission für Lateinamerika und die Karibik
Die Wirtschaftskommission für Lateinamerika und die Karibik (spanisch: Comisión Económica para América Latina y el Caribe, CEPAL; englisch: Economic Commission for Latin America and the Caribbean, ECLAC) ist eine Organisation der Vereinten Nationen und verantwortlich für die Förderung der wirtschaftlichen und sozialen Entwicklung dieser Region. Ihre Arbeiten bewegen sich hauptsächlich auf dem Gebiet wirtschaftlicher Forschung.

## Organisation

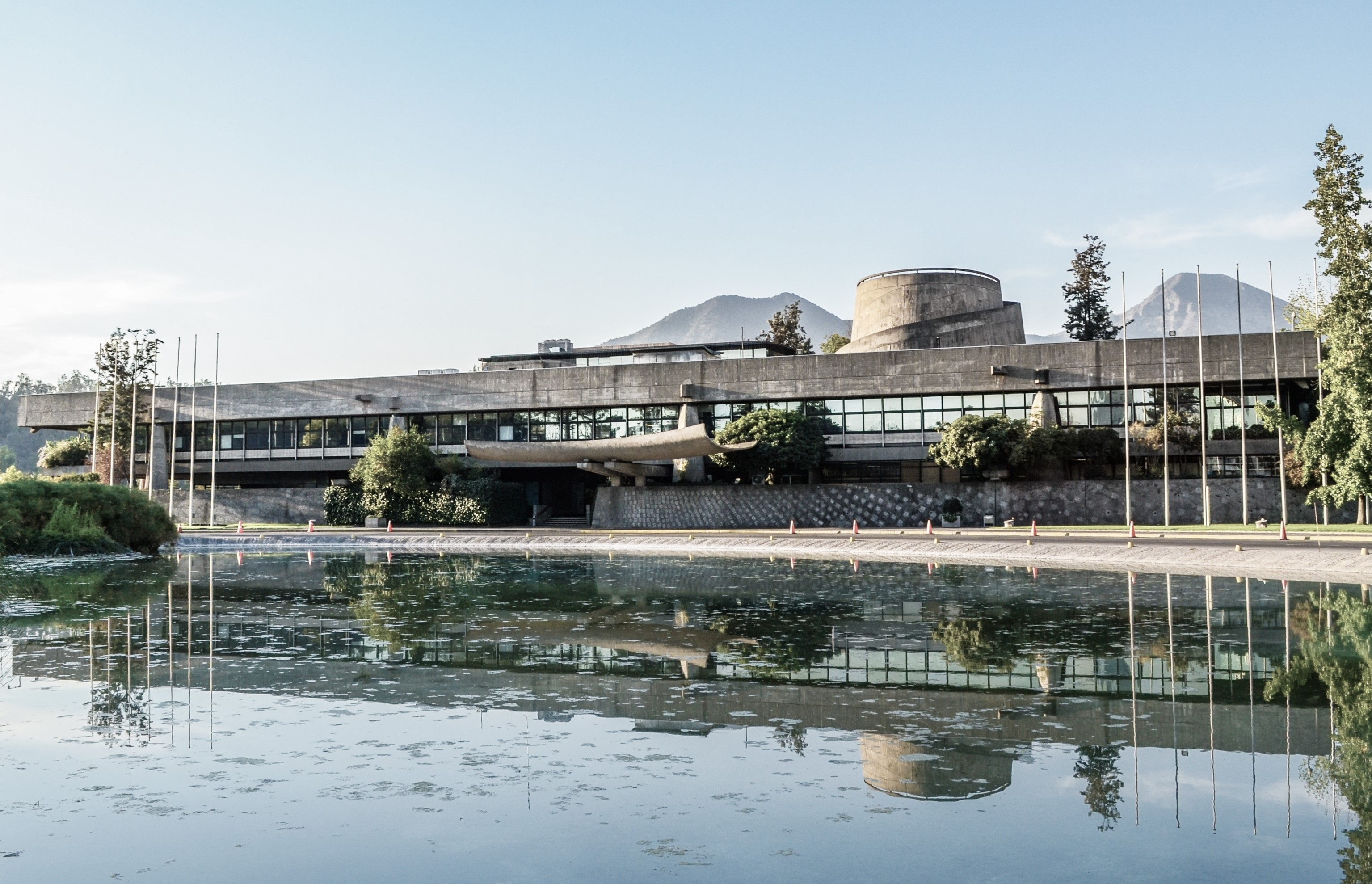
Sitz in Santiago de Chile.

Der Sitz ist in Santiago de Chile. Darüber hinaus gibt es zwei Regionalbüros: eins für Zentralamerika, mit Sitz in Mexiko-Stadt (eingerichtet 1957), und ein zweites für die Karibik, mit Sitz in Port of Spain (Trinidad und Tobago) (1966). Sie verfügt außerdem über nationale Büros in Bogotá (1952), Montevideo (1960), Brasília (1968), Buenos Aires (1974) und eine Niederlassung in Washington, D.C. (1950).
Es gibt sieben Fachabteilungen:
- Lateinamerikanisches Institut für Wirtschafts- und Sozialplanung, ILPES (span. Instituto Latinoamericano de Planificación Económica y Social)
- Abteilung für unternehmerische und Produktiventwicklung, DDPE (span. División de Desarrollo Productivo y Empresarial)
- Abteilung für Naturressourcen und Infrastruktur, DRNI (span. División de Recursos Naturales e Infraestructura)
- Abteilung für nachhaltige Entwicklung und menschliche Siedlungen, DDSAH (span. División de Desarrollo Sostenible y Asentamientos Humanos)
- Abteilung für wirtschaftliche Entwicklung, DDE (span. División de Desarrollo Económico)
- Abteilung für Internationalen Handel und Integration, DCII (span. División de Comercio Internacional e Integración)
- Abteilung für soziale Entwicklung, DDS (span. División de Desarrollo Social)
- Abteilung für Statistik und Wirtschaftsprognosen, DEYPE (span. División de Estadística y Proyecciones Económicas)
- Abteilung für Bevölkerung und Entwicklung, (span. División de Población y Desarrollo) im Rahmen des Lateinamerikanischen Zentrums für Demografie, CELADE (span. Centro Latinoamericano de Demografía)

Das Budget für 2010–2011 betrug 162,5 Millionen US-Dollar, davon kamen 72 % aus dem regulären Budget und 22 % aus extrabudgetären Quellen.
Seit Dezember 2008 ist Alicia Bárcena Ibarra Exekutivsekretärin der CEPAL.

## Vorgängerorganisation
Der UN-Wirtschafts- und Sozialrat (ECOSOC) gründete fünf regionale wirtschaftliche Kommissionen mit dem Ziel, in den jeweiligen Zonen mit den Regierungen in Sachen nationale und regionale Wirtschaft zusammenzuarbeiten. Die Zonen sind Europa, Afrika, die Region pazifisches Asien, der Nahe Osten und Lateinamerika, wobei letztere die bekannteste ist.

## Geschichte
1984 wurde der Bereich der CEPAL erweitert, um auch die Staaten in der karibischen See zu erfassen. Deutschland trat 2005 bei, Japan 2006. Seither zählt die CEPAL 43 Mitgliedsstaaten.
2018 war die CEPAL maßgeblich daran beteiligt, dass der von 2015 bis 2018 ausgehandelte „Regionale Vertrag über den Zugang zu Informationen, über die Beteiligung der Öffentlichkeit und über die juristische Prüfung in Umweltangelegenheiten in Lateinamerika und der Karibik“ (spanisch Acuerdo Regional sobre el Acceso a la Información, la Participación Pública y el Acceso a la Justicia en Asuntos Ambientales en América Latina y el Caribe) zustande kam. Nach dem Ort der Paraphierung am 4. März 2018, der Stadt Escazú in Costa Rica, wird der Vertrag meist als „Vertrag von Escazú“ (Acuerdo de Escazú) bezeichnet. Bisher unterzeichneten 22 Mitgliedsstaaten den Vertrag (Stand: September 2020).

## Generalsekretäre
- Gustavo Martínez Cabañas (Mexiko) 1948–1950
- Raúl Prebisch (Argentinien) 1950–1963
- José Antonio Mayobre (Venezuela) 1963–1967
- Carlos Quintana (Mexiko) 1967–1972
- Enrique Iglesias (Uruguay) 1972–1985
- Norberto González (Argentinien) 1985–1988
- Gert Rosenthal (Guatemala) 1988–1998
- José Antonio Ocampo (Kolumbien) 1998–2003
- José Luis Machinea (Argentinien) 2003–2008
- Alicia Bárcena Ibarra (Mexiko) 2008–2022
- José Manuel Salazar-Xirinachs (Costa Rica) seit Oktober 2022

## Bibliographie
- CEPAL (1969), El pensamiento de la CEPAL, Editorial Universitaria, Santiago de Chile.
- CEPAL (1998), CEPAL Cincuenta años, reflexiones sobre América Latina y el Caribe in: Revista de la CEPAL número extraordinario, Santiago de Chile, ISBN 92-1-321477-4.
- Santa Cruz, Hernan (1985), La CEPAL, encarnación de una esperanza de América Latina, Santiago de Chile, ISBN 92-1-321186-4